# If We All Give a Little
"If We All Give a Little" var Schweiz bidrag till Eurovision Song Contest 2006 i Aten, och sjöngs av Six4one. Den skrevs av Ralph Siegel och Bernd Meinunger.
Den startade först ut den kvällen, före Moldaviens Arsenium och Natalia Gordienko & Connect-R med "Loca". När omröstningen var över hade den fått 30 poäng, och placerat sig på 17:e plats. Därmed tvingades Schweiz kvala följande år.